# Paulaner
 (mars 2023).
Si vous disposez d'ouvrages ou d'articles de référence ou si vous connaissez des sites web de qualité traitant du thème abordé ici, merci de compléter l'article en donnant les références utiles à sa vérifiabilité et en les liant à la section « Notes et références ».
Paulaner (ordre des Minimes, en allemand) est une marque de bière allemande et une brasserie bavaroise, fondée au début du XVIIe siècle à Munich par les moines trappistes  de l'ordre des Minimes du monastère Paulaner de Neudeck. La marque est actuelle propriété de la brasserie allemande Brau Holding International (en), et fait partie des 6 brasseurs officiels de la fête de la bière Oktoberfest de Munich.

## Histoire
La brasserie Paulaner est originaire du monastère Paulaner de Munich des moines de l'ordre des Minimes (fondé en 1634 par saint François de Paule). Les moines trappistes brassaient la bière Paulaner pour leur usage personnel depuis 1634, puis à titre de principal revenus. La bière qui était aussi vendue à l'extérieur les jours de fête était un modèle de bock qui a gagné une renommée locale. 

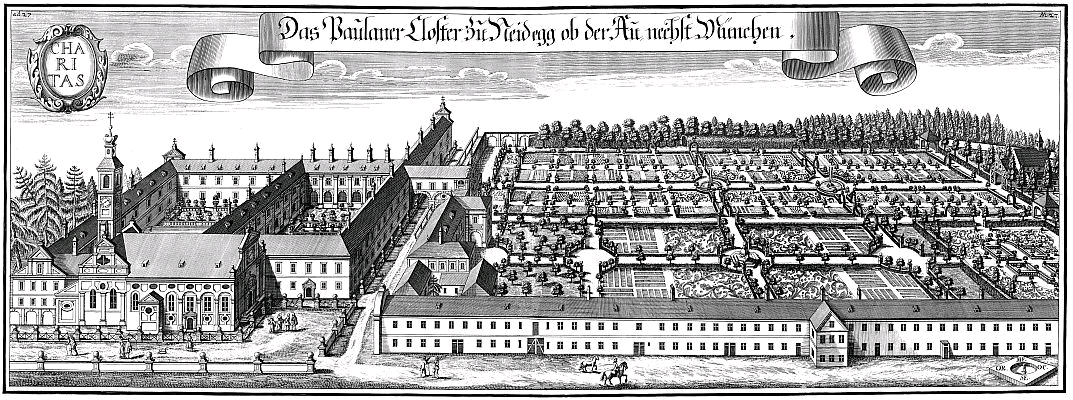
Monastère Paulaner de Munich, en 1702.

Le moine maître brasseur Valentin Stephan Still (de) (1750-1795) conçoit en particulier la bière Salvator (Sauveur) qui acquiert rapidement jusqu’à ce jour une renommée locale, puis internationale. Après l'abolition du monastère Paulaner de Neudeck en 1799, le bâtiment est converti en hôpital militaire, puis en prison, en tribunal, puis en bâtiment administratif. Le député-brasseur bavarois Franz Xaver Zacherl (de) achète alors l'ancienne brasserie du monastère, voisine du cloître, en 1813 pour continuer la tradition de la Starkbier (bière forte de jeûne).

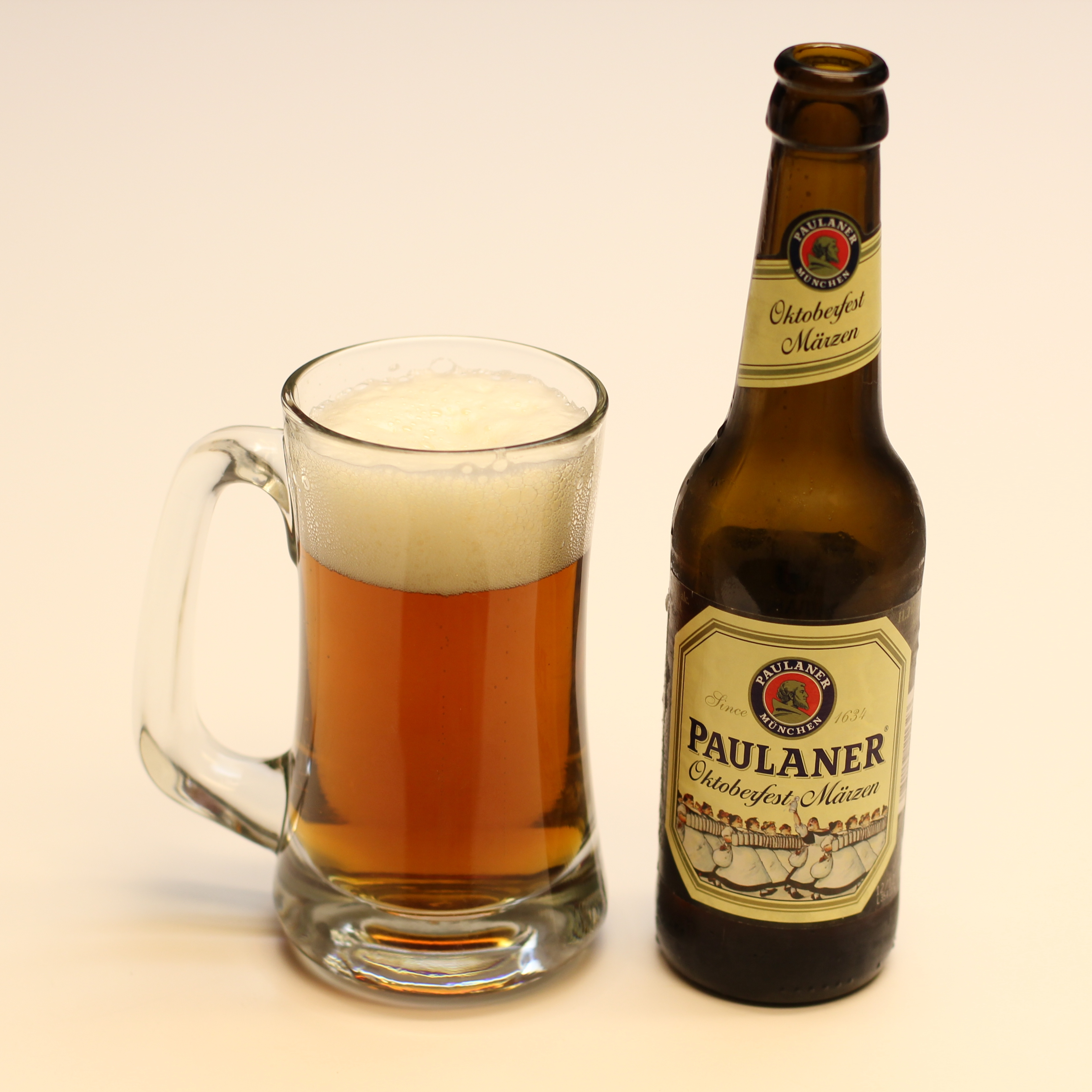
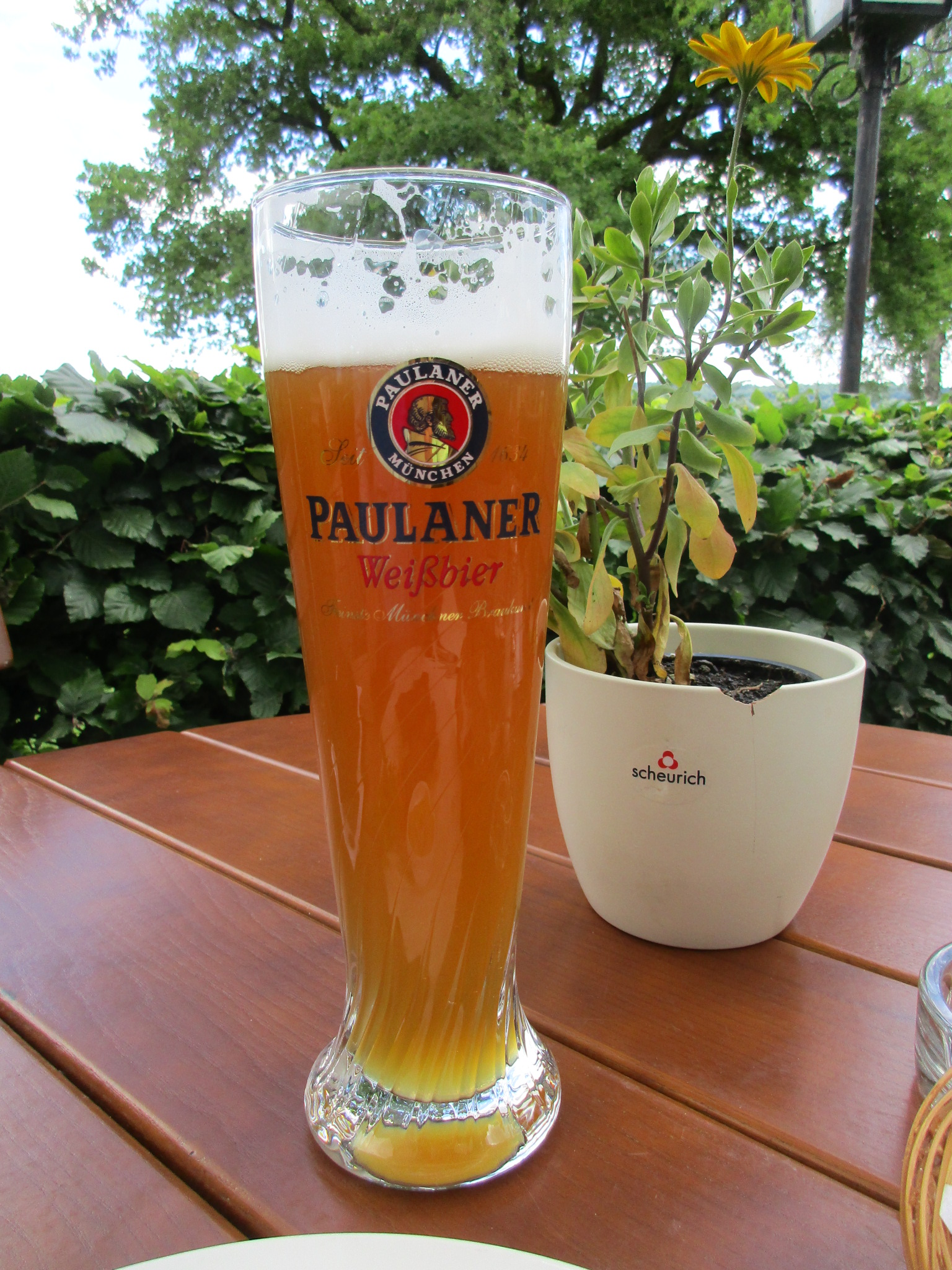
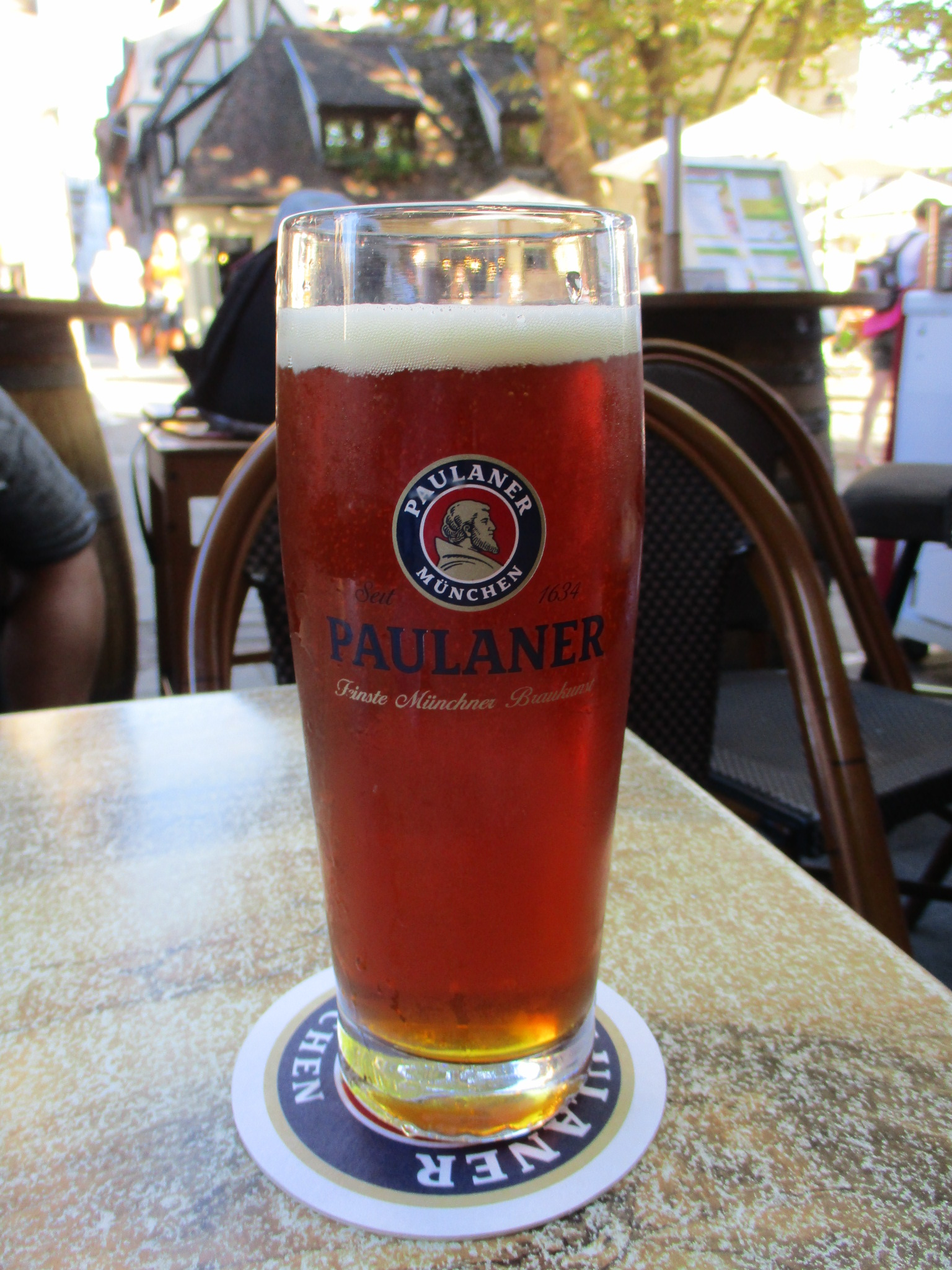
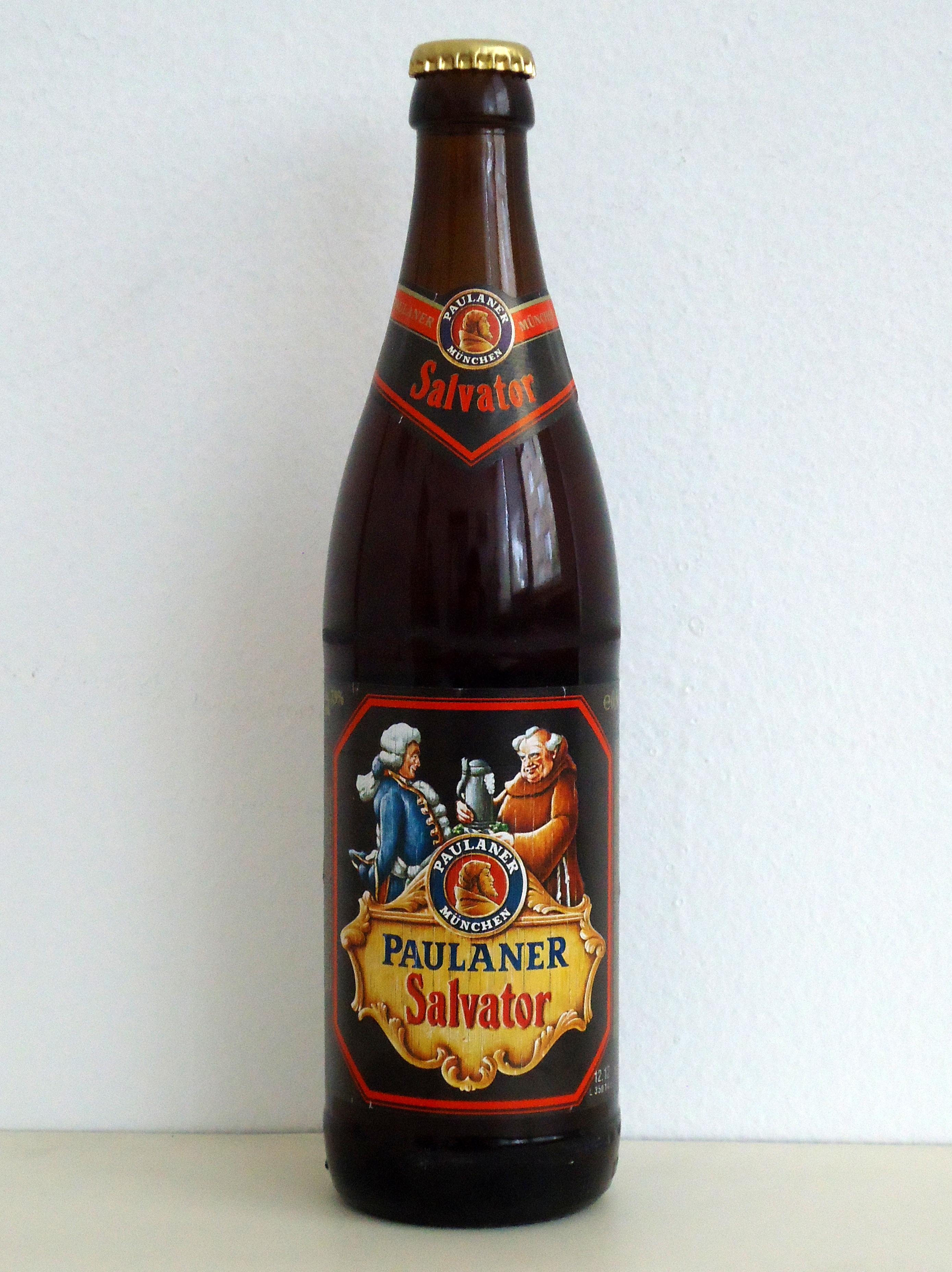

En 1861, le Salvatorkeller (cave de Salvator, référence à la fabrication de la Starkbier encore produite aujourd'hui) a été ouvert sur Nockherberg (en) à Munich.

En 1928, la brasserie a fusionné avec la brasserie de Gebrüder Thomass créant « Paulaner Salvator Thomas Bräu ».

En 1994, la brasserie entre dans le groupe Kulmbacher Brewery (en) avec les producteurs affiliés Plauen et Chemnitz. Paulaner appartient à ce jour au groupe Brau Holding International (en) (BHI) multinationale appartenant aux entreprises Schörghuber (en) (50,1 %) et Heineken N.V. (49,9 %).

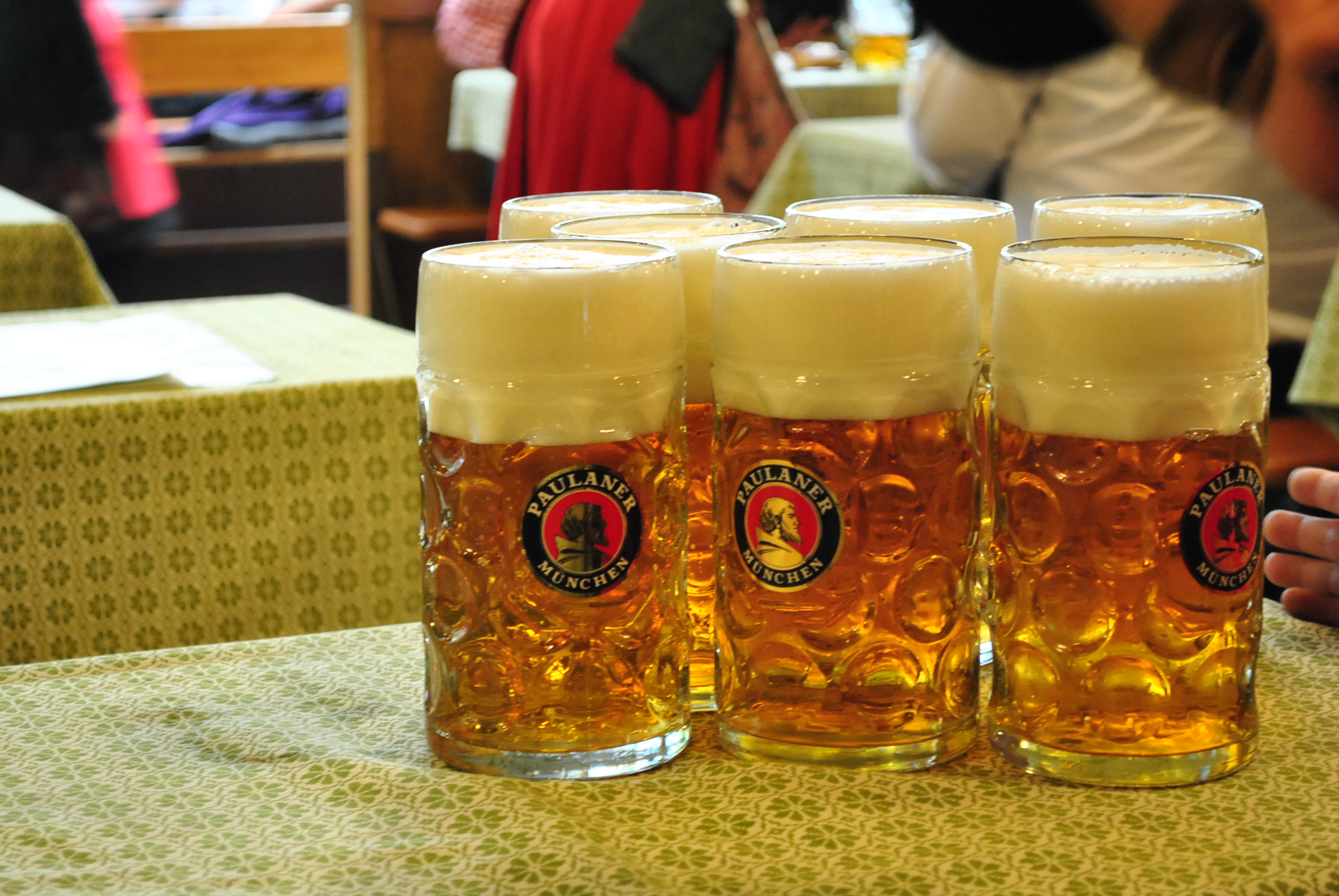
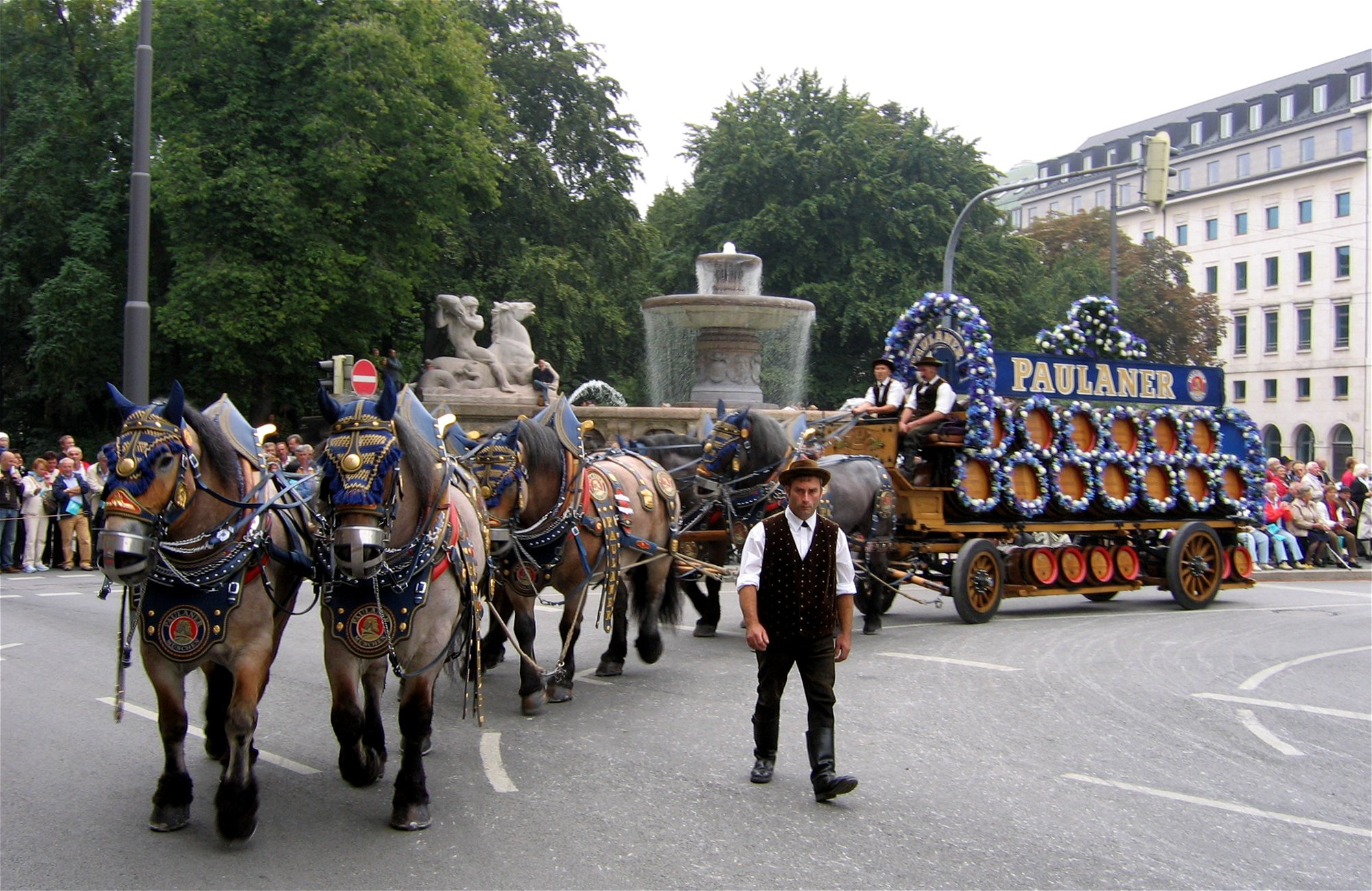
Défilé de la fête de la bière Oktoberfest de Munich
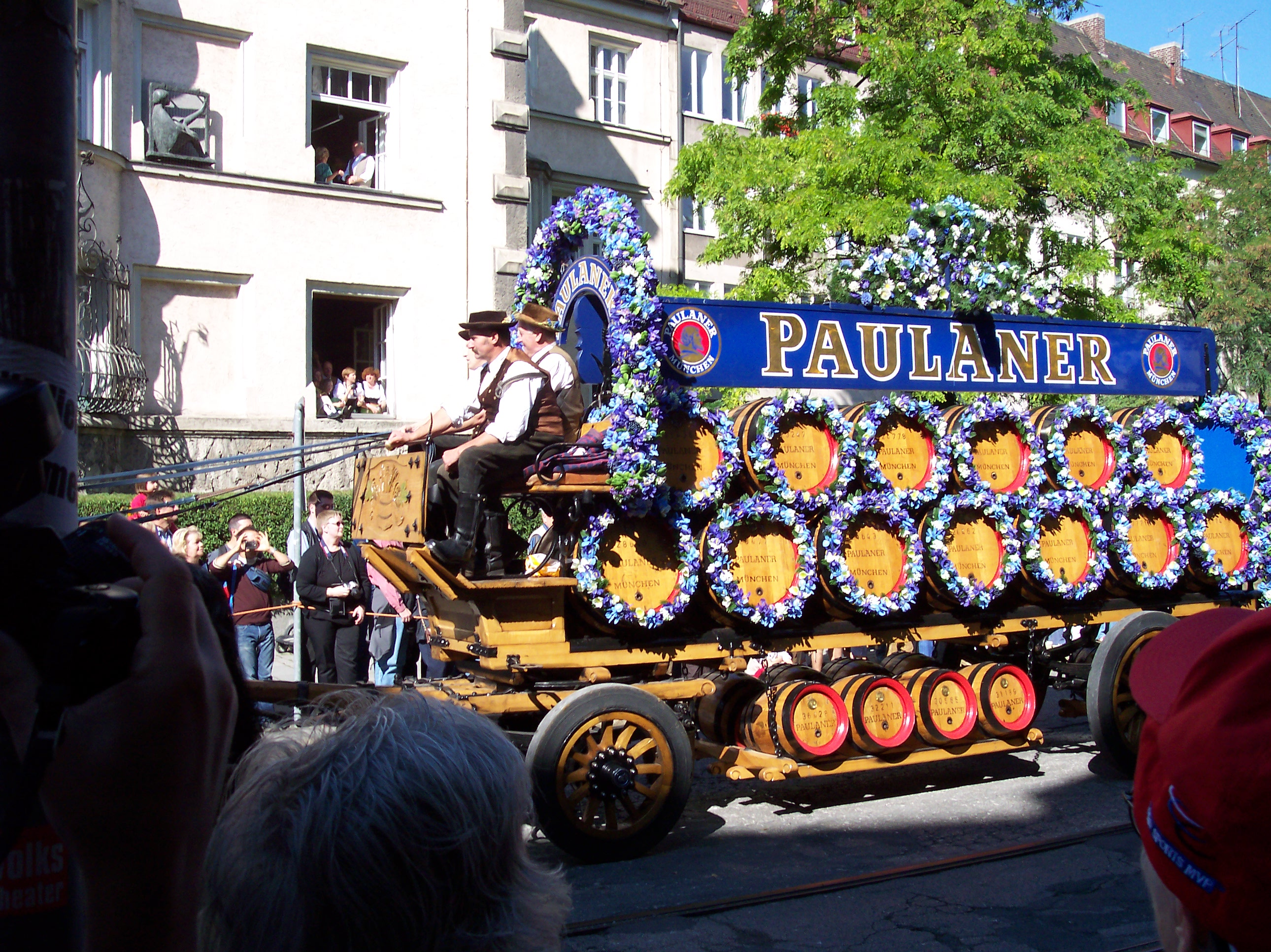
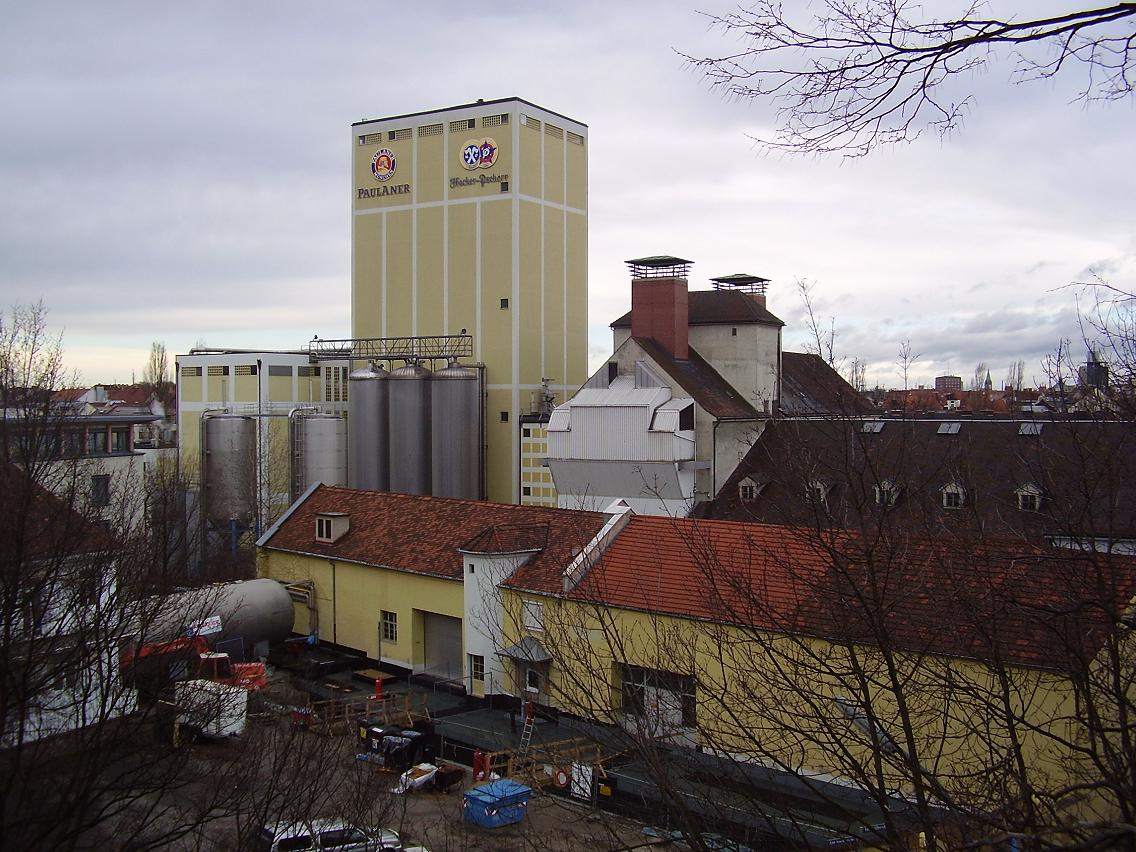
Actuelle brasserie Paulaner, voisine de l'ancien monastère Paulaner de Munich
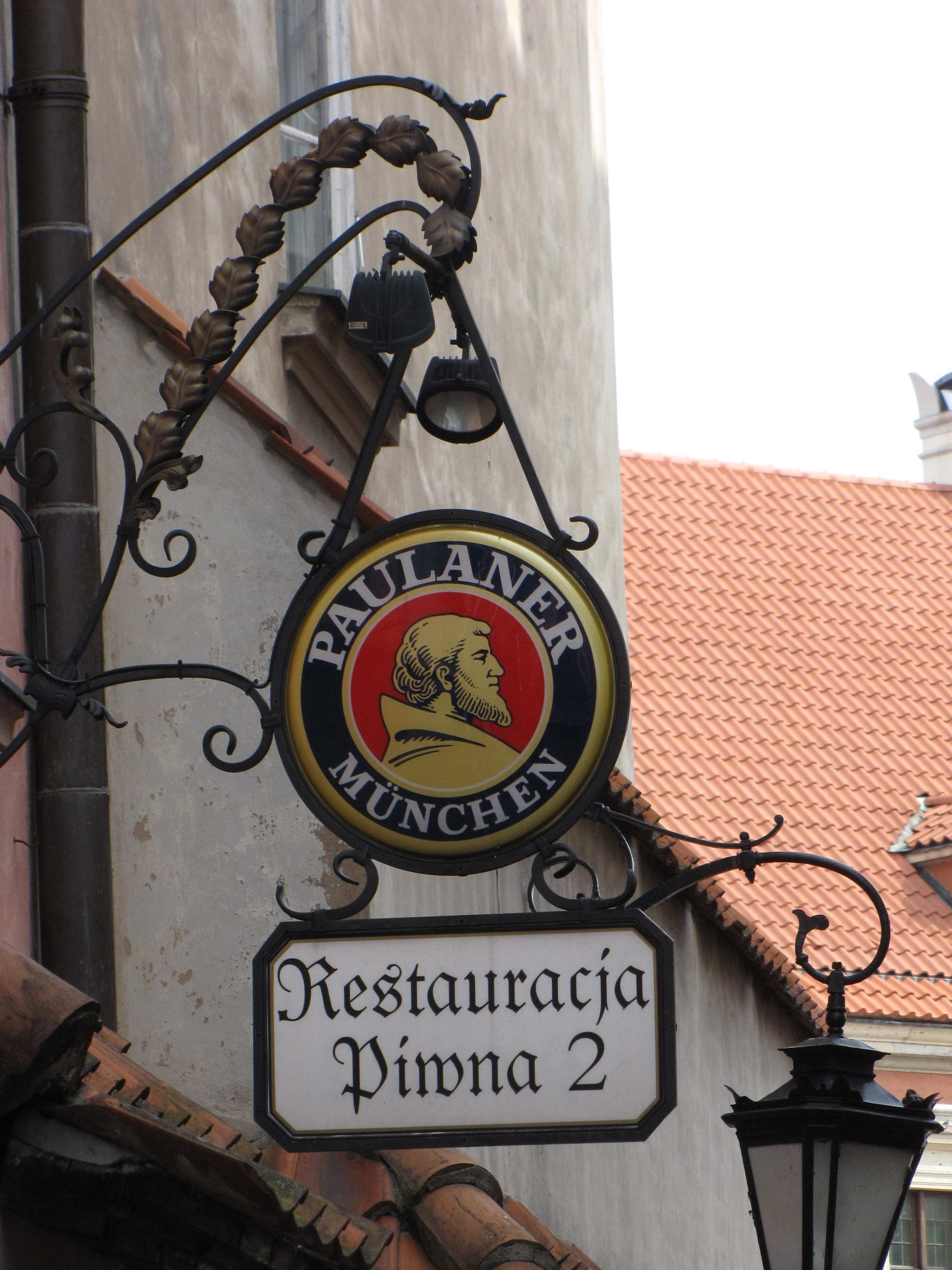

Paulaner fait partie des 6 brasseurs officiels de la fête de la bière Oktoberfest de Munich, avec Spaten, Augustiner Bräu, Hacker-Pschorr, Hofbräu et Löwenbräu.